# فرودگاه فورت ورث اسپینکس
فرودگاه فورت ورث اسپینکس (به انگلیسی: Fort Worth Spinks Airport) یک فرودگاه همگانی بهره‌برداری هوایی است که یک باند فرود آسفالت دارد و طول باند آن ۱۸۲۹ متر است. این فرودگاه در شهر فورت وورث کشور ایالات متحده آمریکا قرار دارد و در ارتفاع ۲۱۳ متری از سطح دریا واقع شده است.